# Миллер, Леннон
Ле́ннон Ли Ми́ллер (англ. Lennon Lee Miller; родился 25 августа 2006) — шотландский футболист, полузащитник итальянского клуба «Удинезе».

## Клубная карьера
Уроженец Уишо (Норт-Ланаркшир), Миллер тренировался в футбольной академии клуба «Мотеруэлл» с семилетнего возраста. В основном составе дебютировал 31 августа 2022 года, выйдя на замену в матче Кубка шотландской лиги против «Инвернесс Каледониан Тисл», став самым молодым игроком клуба за его 136-летнюю историю. 28 декабря 2022 года дебютировал в шотландском Премьершипе в матче против «Рейнджерс».
12 августа перешёл в «Удинезе», подписав с итальянским клубом пятилетний контракт. Сумма трансфера составила 4,7 млн фунтов, что стало рекордной продажей в истории шотландского клуба.

## Карьера в сборной
В августе 2021 года 14-летний Леннон дебютировал за сборную Шотландии до 16 лет в матче против сборной Англии, забив в той игре прямым ударом со штрафного.
В 2022 году в составе сборной Шотландии до 17 лет принял участие в чемпионате Европы среди юношей до 17 лет, который прошёл в Израиле. В следующем году вновь был включён в заявку шотландцев на чемпионат Европы в Венгрии.
6 июня 2025 года дебютировал за главную сборную Шотландии в матче против сборной Исландии.

## Личная жизнь
Леннон — сын экс-игрока сборной Шотландии Ли Миллера. Его мать Донна умерла, когда Леннону было пять лет.